# Loomio
Loomio — бесплатное программное обеспечение, с помощью которой становится возможным коллективное обсуждение, поиск и принятие решений группой людьми. Проект возник во время движения Occupy, развившись в социальное предприятие. 
«Loomio» был создан командой разработчиков свободного ПО, активистов и социальных предпринимателей из Новой Зеландии. Пользователи Loomio инициируют дискуссии и выдвигают предложения. Во время дискуссий над предложениями группа получает обратную связь, отраженную на круговой диаграмме. Loomio построена на принципах свободного программного обеспечения. 
В 2014 году благодаря краудфандингу для разработки Loomio 1.0 с созданием поддержки на мобильных телефонах и добавления других полезных функций было собрано 100 000 американских долларов.
«Loomio» была использована городским советом Веллингтона для обсуждения со своими гражданами. Пиратская партия Греции использовала Loomio для создания 461 групп, охватывающих 18 федеральных министерств, 13 регионов Греции, 23 префектур и сотен муниципалитетов. Испанская левая партия «Подемос» использует Loomio в ещё больших масштабах для организации обсуждений и голосований внутри своих «кругов» (горизонтально организованных ячеек).
В апреле 2014 года «Loomio» была удостоена награды «MIX Prize Digital Freedom Challenge» .